# Puma AM4
O Puma AM4 foi um automóvel esportivo fabricado pela Alfa Metais Veículos, teve sua comercialização a partir de 1989, até 1994.
Seu estilo segue a tradição dos “Puminhas” e é uma evolução da Puma P-018. Apresenta traseira mais larga que seus antecessores, entradas de refrigeração para o motor laterais e é dotado de motor AP 1.8, 4 cilindros em linha produzido pela Volkswagen (refrigerado a água), em posição traseira, sustentado por um sub-chassi desenvolvido para receber esse tipo de motorização.
Conforme as características da marca, a carroceria era produzida em Fibra de vidro.